# Isbergues
Isbergues település Franciaországban, Pas-de-Calais megyében. Lakosainak száma 8653 fő (2022. január 1.). Isbergues Saint-Venant, Aire-sur-la-Lys, Guarbecque, Ham-en-Artois, Lambres, Mazinghem és Norrent-Fontes községekkel határos.

## Népesség
A település népességének változása:
| Lakosok száma | 9038 | 9050 | 9032 | 8845 | 8745 | 8717 | 8683 | 8649 | 8653 |
|               | 2013 | 2015 | 2016 | 2017 | 2018 | 2019 | 2020 | 2021 | 2022 |